# Бланкізм
Бланкізм — політична теорія та практика революційного руху, яка базується на вченні французького революціонера Луї Огюста Бланкі. В радянській історії умисно сповідувалися наративи, що "бланкізм передбачає повалення капіталізму з допомогою революційних змов, створення вузьких підпільних організацій, раптового збройного перевороту. Після того, як цей передовий загін візьме владу у свої руки, нагальним кроком має стати революційне повалення буржуазного ладу", при тому повністю уникаючи тодішнього контексту про стиль політичної боротьби. Наполеон теж починав зі змовницьких кіл. Такі спроби мали місце у 1839 і 1870 роках у Парижі, натомість у 1848-му, після восьмирічного ув'язнення, Бланкі повертається до Парижу (його довічне ув'язнення було скасовано внаслідок зречення Луї-Філіпа). У столиці він одразу стає головним речником позицій крайнього лівого революційного спектру. 
Бланкісти відіграли помітну роль під час Паризької комуни 1871 року і ще на початку ХХ століття продовжували справляти певний вплив на французьких лівих. Бланкізм набув певного поширення в Європі, деяких державах Латинської Америки, Азії серед студентства багатьох країн.